# Operation Argus
Operation Argus war eine Reihe von drei im Jahre 1958 in Höhen von 200 bis 540 km durchgeführten Atombombentests.
Im August und September 1958 führte die US Navy Task Force 88 im Auftrag der Defence Nuclear Agency drei geheime Atombombentests in großer Höhe (bis 540 km) im Südatlantik in der Nähe der Gough-Insel durch. Koordiniert und finanziert wurde die Operation von der „Advanced Research Projects Agency“ (ARPA), in Zusammenarbeit mit dem „Armed Forces Special Weapons Project“ (AFSWP), der „Army Ballistic Missile Agency“ (ABMW) und dem „Air Force Special Weapons Center“ (AFSWC).
Die Kosten des gesamten Projektes beliefen sich auf 9 Millionen US-Dollar.
Argus gehörte zu einer Reihe von Tests, die zwischen 1958 und 1962 von den USA (Hardtack, Argus und Dominic I/Fishbowl) und der UdSSR (Projekt K) durchgeführt wurden.
Bei diesen Tests wurden mehr als ein Dutzend Atombomben in der Erdatmosphäre in einer Höhe zwischen 21 und 540 km zur Explosion gebracht.
Im Rahmen des Projektes Argus wurden insgesamt drei kleine Bomben (Argus I bis III; W25-Gefechtsköpfe) von der Norton Sound aus abgeschossen und in Höhen zwischen 200 und 500 km zur Detonation gebracht.
Das Argus-Projekt war aus mehreren Aspekten einzigartig unter den atmosphärischen Nukleartests der USA:
- Es war mit nur fünf Monaten Vorbereitungszeit die am schnellsten geplante Operation.
- Es war der erste schiffgestützte Start einer ballistischen Rakete mit nuklearem Sprengkopf.
- Es war der einzige atmosphärische Nukleartest der USA im Atlantik.
- Argus diente nicht dem Test des Waffendesigns, sondern sollte eine wissenschaftliche Theorie stützen.

## Ziele von Argus
Es sollte der Effekt des elektromagnetischen Impulses (EMP) auf Radio und Radar untersucht werden. Außerdem sollte das Verständnis des elektromagnetischen Feldes der Erde und das Verhalten der geladenen Teilchen in ihm verbessert werden.
Die Argus-Tests gehen auf Nicholas Christofilos zurück. Christofilos arbeitete am Lawrence Radiation Laboratory und wollte seine Theorie bestätigen, die davon ausging, dass Atombombenexplosionen in großen Höhen einen Strahlungsgürtel in den höheren Regionen der Erdatmosphäre schaffen. Diese Gürtel sollten einen ähnlichen Effekt wie der Van-Allen-Gürtel haben. Solche Strahlungsgürtel könnten im Kriegsfall von taktischem Nutzen sein. Schon während früherer Tests der Hardtack-Serie im Sommer 1958 hatten sich  nach der Explosion Störungen der Radiokommunikation gezeigt (Hardtack-TEAK), auch wenn dies nicht auf einen Strahlungsgürtel zurückzuführen war.
Die vom „Armed Forces Special Weapons Project“ (AFSWP) entwickelten Projektziele sahen wie folgt aus:
1. Zwei Raketen mit Sprengköpfen zwischen 136 und 227 kg sollten innerhalb eines Monats von einem Ort aus gestartet werden.
2. Der Start mit der höheren Priorität sollte zwischen 322 und 1.609 km Höhe in der Nähe von 45° geomagnetische Breite durchgeführt werden. Der weniger wichtige Start sollte zwischen 3.219 und 6.437 km Höhe in der Nähe des geomagnetischen Äquators durchgeführt werden.
3. Satelliten mit einer Nutzlast von etwa 45 kg sollten in äquatorialen (bis 30°) und polaren Orbits (bis 70°) mit einem Perigäum von mindestens 322 km und einem Apogäum von mindestens 2.897 km platziert werden.
4. Die Instrumente der Satelliten sollten die Elektronendichte über die Zeit messen (unter Abgrenzung der Energie). Sie sollten ein Magnetometer und Instrumente zur Messung von Radiogeräuschen mitführen. Zudem sollten sie sowohl Daten vor den Starts als auch zu den nach den Starts auftretenden Phänomenen sammeln.
5. Die gleichen Messungen sollten von an Bord von Raketen befindlichen Instrumenten durchgeführt werden.
6. Dieses später hinzugefügte Ziel sah die Starts kleiner Satelliten in einen polaren Orbit von Flugzeugen der Marineflieger aus vor.

Die Satellitenmessungen wurden unter dem Codenamen Projekt 7.1 zusammengefasst und von der Army Ballistic Missile Agency (ABMA) durchgeführt. Projekt 7.2 „Jason“ umfasste die Messungen von Raketen aus. Diese wurden von der vom NACA betriebenen Pilotless Aircraft Research Station auf Wallops Island, Virginia (Codename Whiskey), der Patrick Air Force Base in Cape Canaveral, Florida (Codename Papa) und der Ramey Air Force Base auf Puerto Rico (Codename Romeo) aus gestartet. Projekt 7.3 „Midas“ umfasste Bodenmessungen sowohl an Land als auch an Bord der beteiligten Schiffe Albermale, Tarawa und Norton Sound.

## Task Force 88

Route der Task Force 88

Die Task Force 88 der US Navy wurde am 28. April 1958 gegründet. Sie war ausschließlich mit der Durchführung der Argus-Tests betraut. Mit dem Abschluss des Projektes am 6. September wurde sie aufgelöst.
Die Norton Sound diente als Startschiff für die eingesetzten dreistufigen ballistischen X-17A-Raketen. Gleichzeitig diente sie den Besatzungen als Testgelände, da die X-17A den Beteiligten unbekannt war. Das Training beinhaltete das Zusammenbauen und Reparieren von Attrappen und erfolgte an Bord. An Bord befand sich außerdem ein 27-MHz-COZI-Radar, das vom Air Force Cambridge Research Center betrieben wurde und mit dessen Hilfe die Effekte der Tests beobachtet wurden.
Die Albermarle, ebenfalls mit einem COZI-Radar ausgestattet, gehörte aus Sicherheitsgründen offiziell nicht zur Task Force 88. Sie kreuzte zur Unterstützung in der Nähe der Azoren.
Der Anti-U-Boot-Träger Tarawa diente als Kommandozentrale der gesamten Operation. An Bord befanden sich ein MSQ-1A-Radar der Air Force und andere Geräte zur Raketenverfolgung. Des Weiteren waren 19 Grumman S-2F des VS-32 „Maulers“ an Bord, um wissenschaftliche Daten zu sammeln, Fotos zu machen und Beobachtungsmissionen während der Starts durchzuführen. Die acht Sikorsky HSS-1-Seabat-Helikopter des HS-5 „Nightdippers“ dienten dem Güter- und Personentransport innerhalb der Task Force 88.
Die Zerstörer Warrington und Bearss, zusammen mit den Geleitzerstörern Hammerberg und Courtney, blieben als Schlechtwetter-Ersatz 463 km westlich der Task Force. Sie boten während Flugoperationen Luftschutz für die Tarawa und nahmen typische Zerstöreraufgaben (z. B. SAR) wahr.
Das Tankschiff Neosho betankte die Schiffe der Task Force während der Operation. Ein MSQ-1A-Radar war auf der Helikopterplattform installiert und wurde unterstützend für die Bahnverfolgung der Tests eingesetzt.
Das Tankschiff Salamonie kehrte nach der Ankunft bei der Task Force 88 in die USA zurück und nahm an keinem der drei Starts teil.

## Die drei Argus-Starts
Die Argus-Tests fanden im südlichen Atlantik statt, da die verwendete X-17A-Rakete in dem äquatorialen pazifischen Startgebiet (wo einige der Hardtack-Versuche stattfanden) die Bomben nicht in ausreichende Höhen transportieren konnte. Eine Zündung in der Nähe des Pols ermöglichte die Detonationen in geomagnetisch größeren Höhen.
Die gewählte Stelle befindet sich östlich der sogenannten südatlantischen Anomalie, einer Delle im Erdmagnetfeld. In dieser Delle reicht das Erdmagnetfeld besonders weit zur Erde. Da die erzeugten Beta-Partikel den Berechnungen nach in Richtung Osten abdriften würden, konnten sie um die Erde wandern, bevor sie in der südatlantischen Anomalie mit Luftpartikeln kollidieren würden, ihre Energie verlieren und damit für das Experiment verloren wären. Zudem liegt die Region außerhalb der normalen Schifffahrtsrouten. Eine Tatsache, die für die Sicherheit und Geheimhaltung der Operation von Vorteil war.
| Bombe     | Datum/Zeit (GMT)            | Ort              | Explosionshöhe |
| --------- | --------------------------- | ---------------- | -------------- |
| Argus I   | 27. August 1958 2:28 Uhr    | 38,5° S, 11,5° W | 200 km         |
| Argus II  | 30. August 1958 3:18 Uhr    | 49,5° S, 8,2° W  | 240 km         |
| Argus III | 6. September 1958 22:13 Uhr | 49,5° S, 9,7° W  | 540 km         |

Positionen der Schiffe während Argus III

Alle drei Bomben erreichten eine Sprengkraft von je etwa 1,5 kT.
An den Tests waren neun Schiffe und etwa 4.500 Personen beteiligt.